# توماس جوزيف لوبسينغر
توماس جوزيف لوبسينغر Thomas Joseph Lobsinger (ولد 17 نوفمبر 1927 ) رجل دين كندي من في منطقة آيتون في أونتاريو وأسقف لأبرشية الروم الكاثوليك في وايت هورس. عين عام 1954. عيّن سنة 1987. تقاعد عام 2000.  